# Nutritionist
En nutritionist eller näringsfysiolog är ett yrke för en person med universitetsutbildning  inom ämnet näringslära (nutrition). Nutritionist är dock inte en skyddad titel i Sverige då vem som helst för kalla sig det, även de utan utbildning inom området. Detta till skillnad från dietist som är ett reglerat yrke i svensk lag. Ordet nutritionist är belagt sedan 1991.
Området nutrition knyter ihop kunskap om kroppens hantering och behov av energi och näringsämnen med kunskap om människors hälsa och matvanor. En nutritionist följer den aktuella nutritionsforskningen och är expert på att tolka, analysera, kritiskt granska och förmedla vetenskapliga forskningsresultat inom nutritionsområdet. Nutrition är en bred vetenskap som spänner från molekylär och cellulär nivå upp till folkhälsonivå.[källa behövs]
Nutritionistens kompetens innefattar kunskap inom både naturvetenskapliga och medicinska ämnen. Bland dessa kemi, biokemi, molekylärbiologi, livsmedelsvetenskap, fysiologi, sjukdomslära, toxikologi, epidemiologi och folkhälsovetenskap.

## Sverige
I början av 2020-talet fanns omkring 200 yrkesverksamma nutritionister i Sverige. Nutritionister i Sverige är organiserade inom förbundet Naturvetarna. Det finns kandidat-, magister och masterprogram i nutrition.